# Legenda № 17
Legenda № 17 (Легенда № 17) är en rysk dramafilm från 2013 i regi av Nikolaj Lebedev och med Danila Kozlovskij i huvudrollen. Den handlar om ishockeyspelaren Valerij Charlamovs väg till framgång, och den första matchen i Summit series 1972 mellan Sovjetunionen och Kanada. Filmens budget var motsvarande tio miljoner euro. Dess intäkter i hemlandet var 923 miljoner rubel. Den fick det ryska priset Guldörnen i fem kategorier inklusive bästa film.

## Medverkande
- Danila Kozlovskij som Valerij Charlamov
- Svetlana Ivanova som Irina
- Oleg Mensjikov som Anatolij Tarasov
- Boris Sjtjerbakov som	Boris
- Nina Usatova som läkare
- Roman Madjanov som Vladimir Alfer
- Darja Jekamasova som Tatjana
- Götz Otto som Phil Esposito
- Andrej Runtso som Bobby Clarke